# باول بلانشت
باول بلانشت (بالإنجليزية: Paul Blanchette)‏ هو لاعب كرة قدم أمريكي في مركز حراسة المرمى، ولد في 16 أبريل 1994 في بالو ألتو في الولايات المتحدة. لعب مع Loyola Marymount Lions men's soccer ‏.